# Radio périphérique
 (février 2020).
Si vous disposez d'ouvrages ou d'articles de référence ou si vous connaissez des sites web de qualité traitant du thème abordé ici, merci de compléter l'article en donnant les références utiles à sa vérifiabilité et en les liant à la section « Notes et références ».
Une radio périphérique est une station de radio reçue en France entre les années 1930 et les années 1980, dont l'émetteur ne se situe pas sur le sol français. On peut citer, parmi les plus connues, Europe 1, RTL,  RMC, respectivement basées en Allemagne de l'Ouest, au Luxembourg et à Monaco ainsi que Radio Andorre ou encore Sud Radio. 

## Histoire
L'émetteur doit se situer à l'étranger en raison du monopole d'État de la radio en France établi entre 1945 et 1981. Les studios et même les sièges sociaux de ces stations peuvent cependant se situer en France, d'autant plus que l'État participe le plus souvent au capital de ces sociétés de radio. On peut citer notamment la Sofirad pour Europe 1, RMC et Sud-Radio ainsi que Havas pour RTL. Les stations Europe 1 et RTL disposent de studios principaux à Paris depuis leur naissance. Sud Radio exploite les siens à Toulouse depuis sa création. RMC utilise ses studios principaux dans la principauté ainsi qu'à Paris, Marseille, Lyon et Montpellier tandis que son émetteur Ondes longues est installé à Roumoules.
Les radios périphériques RTL et Europe 1 s'affrontent directement dans le nord du pays; une situation similaire pour les deux stations andorranes Radio Andorre et Sud-Radio se partageant le sud-ouest, tandis que RMC règne sur le sud-est jusqu'à Lyon. La rivalité RTL versus Europe 1 débute dès 1955, date de lancement d'Europe numéro 1. La station Radio Luxembourg — nom de RTL jusqu'en 1966 — propose des programmes considérés à l'époque comme vieillots et conservateurs. La jeune station Europe bouleverse les habitudes, notamment en matière d'informations, de programmation musicale plus jeune et d'animation, contraignant Luxembourg à réagir. Après la forte croissance durant la décennie des années 1960 marquées par l'émission « Salut les Copains », la station Europe parvient à concurrencer la puissante RTL, laquelle reste toutefois largement en tête de l'audience française.
Durant la période du monopole d'État, bon nombre de ces radios périphériques restent toutefois « contrôlées » par l'État français, notamment via le holding audiovisuel Sofirad ou d'autres prises de participations indirectes.

## Radios périphériques emblématiques
- RTL à Junglinster, Luxembourg
- Europe 1 depuis Felsberg, Sarre en Allemagne
- Sud Radio en Andorre
- Radio Andorre en Andorre
- RMC à Monaco
- Radio Océan / Atlantic 2000 en Espagne